# Rudňany
Rudňany este o comună slovacă, aflată în districtul Spišská Nová Ves din regiunea Košice. Localitatea se află la altitudinea de 538 m deasupra n.m., se întinde pe o suprafață de 13,63 km2 și în 2017 număra 4.514 locuitori.

## Istoric
Localitatea Rudňany este atestată documentar din 1360.

## Demografie
| An:                | 1994 | 2004    | 2014    | 2024    |
| ------------------ | ---- | ------- | ------- | ------- |
| Număr de persoane: | 2939 | 3432    | 4246    | 5129    |
| Diferență:         |      | +16,77% | +23,71% | +20,79% |

| An:                | 2023 | 2024   |
| ------------------ | ---- | ------ |
| Număr de persoane: | 4999 | 5129   |
| Diferență:         |      | +2,60% |